# 昆士兰科技大学
昆士兰科技大学，中文简称昆科大，又譯为昆士蘭理工大學，設於澳州聯邦昆士蘭州首府布里斯本的一所公立研究型科技大學。現為昆士蘭省規模第二大的研究型大學。学校前身可以追溯到1849年成立的布里斯班艺术学院（Brisbane School of Arts）以及1908年成立的中央技术学院（Central Technical College），1989年升格為綜合大學——昆士兰科技大学。
学校的教学注重结合实际应用，这种教育特点使学校和昆士兰的业界保持了密切的合作关系，学校的研究和教育方向以符合就业市场的需求为主。該校的畢業生就業力在2020年QS排名第101-110（昆士蘭排名第2；澳洲排名第10），高于澳洲国内大学的平均水平。
2003至2005年間，昆士蘭科技大學商學院是澳洲第一所同時擁有全球三大頂級教育認證機構（AMBA、EQUIS、AACSB）認可其教育品質的「三桂冠」商學院，全球只有不到1%的商学院获此殊荣。

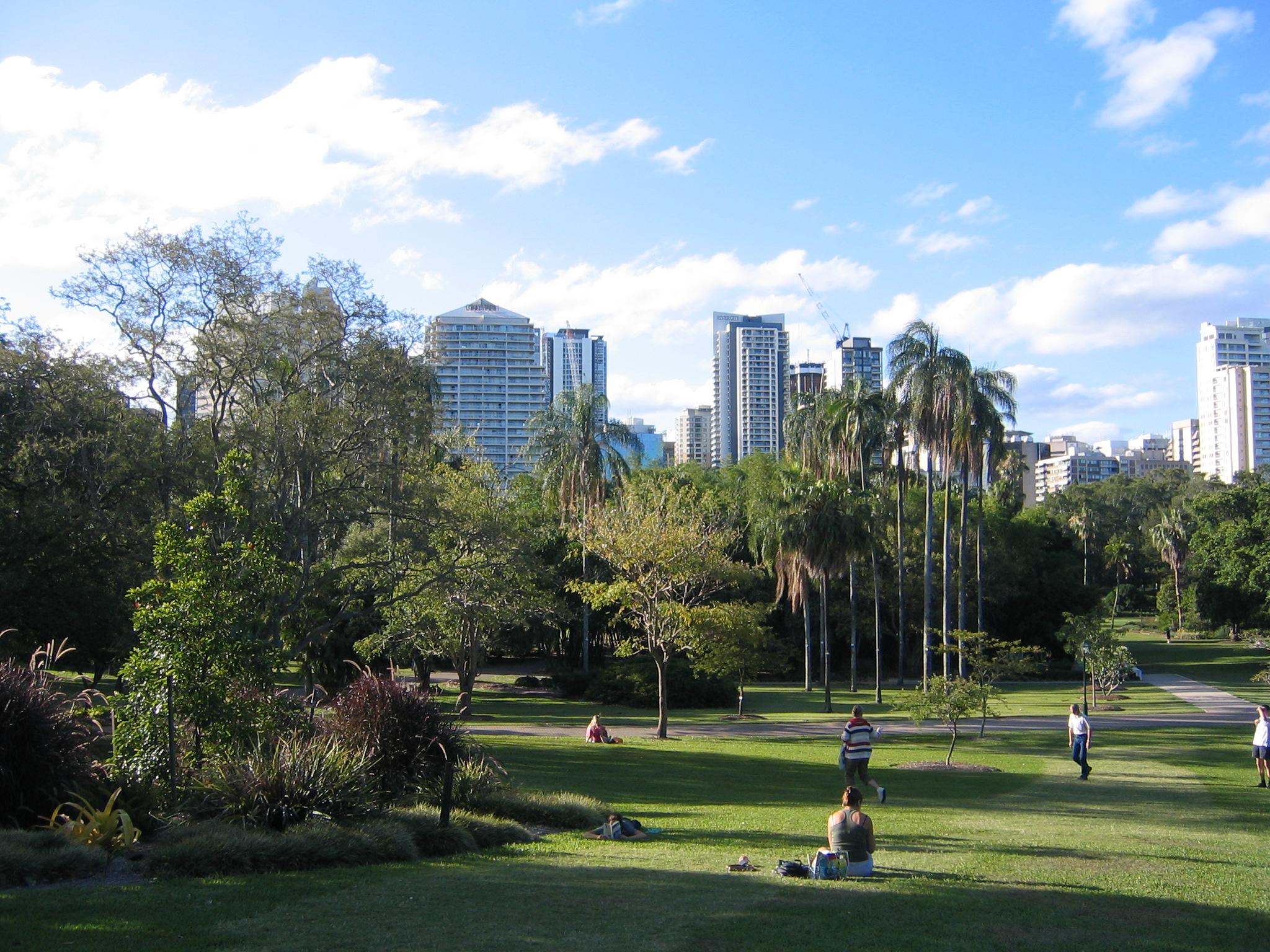
QUT的城中主校區－Gardens Point與市立植物園接壤，風景秀麗

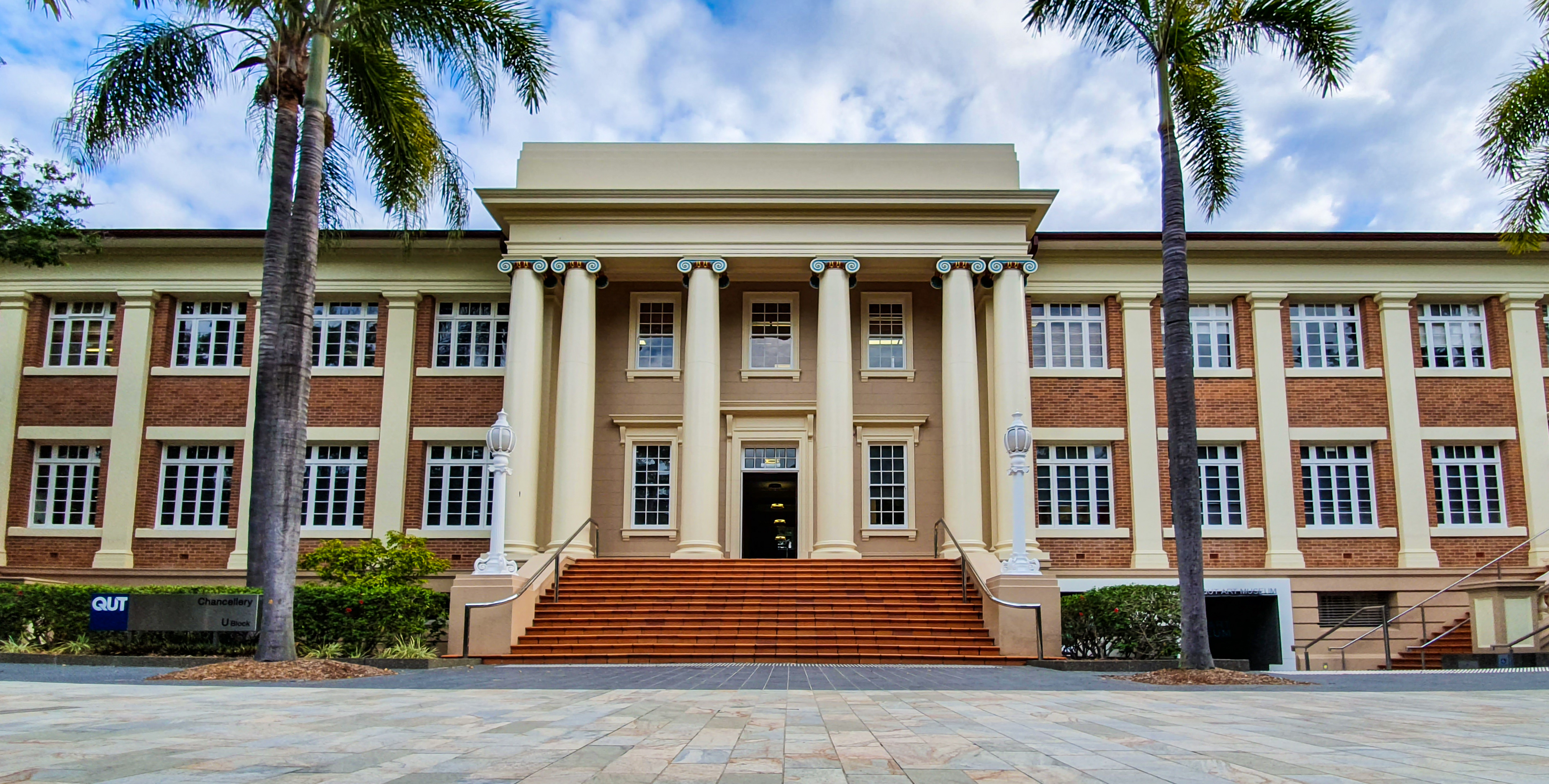
QUT的美術博物館

## 歷史
昆士兰科技大学的最早历史可以追溯到1849年。现今的昆士兰科技大学通过合并兼收一系列学校与研究机构而创建于1989年：
- 1849年布里斯班艺术学院（Brisbane School of Arts）创建，校址位于现今的市政厅附近；
- 1882年布里斯班技術學院（Brisbane Technical College）创建；
- 1908年中央技術學院（Central Technical College）設立，設址於城中的原校總區Gardens Point，負責國家技職培訓的教育；
- 1965年改為昆士蘭技術學院（Queensland Institute of Technology，缩写QIT），工商法導向，自信嚴謹的校風此時逐漸形成；
- 1989年奉升格為昆士蘭科技大學（Queensland University of Technology，缩写QUT），為布里斯班的第二所綜合型大學。
- 1990年原昆士兰科技大学与布里斯班高等教育学院（Brisbane College of Advanced Education）合并创立新的昆士兰科技大学。

目前的位于市中心的Gardens Point校区最早仅仅是作为昆士兰州政府的官邸而使用。1909年开始，昆士兰旧议会大楼附近的区域的5公顷土地被划为教育用地。最早使用该校区的学校为昆士兰大学，直到1945年昆士兰大学整体搬迁到目前的St Lucia校区后，昆士兰科技大学才独享该校区。

## 校园
QUT目前有两个校区，分别为位處城中的主校區花園角校区（Gardens Point Campus）和離布斯本市中心以北僅2公里的奇雲角校区（Kelvin Grove Campus）。QUT的無線網路設施遍布校園各角，是全澳早期校內無線化建設最先進的大學之一。
- 校址設於城中昆士蘭州議會大厦旁的QUT主校區－Gardens Point自創校起即以教授理工、法律、商學以及管理学起家；校園面積小，高樓林立，其強項今擴及、建筑学、工業設計、工程学和環境科學，學生約26316名。
- 位於Kelvin Grove校總區內新設的創意產業學院乃目前QUT的重點校務計劃，其強項包括有學術英語教學和國際學生過渡課程、健康服務、語文、教育和法律研究，學生約14510名。

## 大学排名
QUT从1989年正式建校以来在各项主要世界排名中始终保持在前2%。2021年泰晤士高等教育（Times Higher Education）世界大学排名中，QUT位于全球排名第186位；商業與經濟學科在2021年排名全澳第7-8，全球第101-125。2024年QS世界大学排名中排名於全球第189。在2020年的QS學科排名中，傳播與媒體學科位列全球排名第17，護理學科全球第36，藝術與設計學科全球第51-100。昆士蘭科技大學商學院在2020年Financial Times的高管教育（Executive Education）排名第82名。2021年QS世界大學排名的Top 50 Under 50中排名第16名。

## 办学现状

### 院系设置
QUT现设有理工、商科、创意产业、教育、医疗健康以及法律六个学部（faculty），25个直属院系（school）。據2015年資料，QUT學生共計有47229名，其中全日制学生31169名，本科生34294名，研究生11896名，7982名為國際學生。职工总数4897名，其中包括教授在内的专任教师1516名。
- 工学部 （页面存档备份，存于）（Faculty of Science and Engineering）
  - 建筑与建成环境学院 （页面存档备份，存于）（School of Architecture and Built Environment）
  - 土木与环境工程学院 （页面存档备份，存于）（School of Civil and Environmental Engineering）
  - 电气工程与机器人学院 （页面存档备份，存于）（School of Electrical Engineering and Robotics）
  - 机械医疗与过程工程学院 （页面存档备份，存于）（School of Mechanical, Medical and Process Engineering）
- 理学部 （页面存档备份，存于）（Faculty of Science）
  - 生物与环境科学学院 （页面存档备份，存于）（School of Biology and Environmental Science）
  - 化学与物理学院 （页面存档备份，存于）（School of Chemistry and Physics）
  - 计算机科学学院 （页面存档备份，存于）（School of Computer Science）
  - 地球与大气科学学院 （页面存档备份，存于）（School of Earth and Atmospheric Sciences）
  - 信息系统学院 （页面存档备份，存于）（School of Information Systems）
  - 数学科学学院 （页面存档备份，存于）（School of Mathematical Sciences）
- 商业与法律学部 （页面存档备份，存于） （Faculty of Business and Law）
  - 会计学院 （页面存档备份，存于）（School of Accountancy）
  - 广告、市场与公共关系学院 （页面存档备份，存于）（School of Advertising, Marketing and Public Relations）
  - 财经学院 （页面存档备份，存于）（School of Economics and Finance）
  - 法学院 （页面存档备份，存于）（School of Law）
  - 管理学院 （页面存档备份，存于）（School of Management）
  - 商学研究生院 （页面存档备份，存于）（Graduate School of Business）
- 創意產業教育与社会學部 （页面存档备份，存于）（Faculty of Creative Industries）
  - 新闻传媒学院 （页面存档备份，存于）（School of Communication）
  - 创意实践学院 （页面存档备份，存于）（School of Creative Practice）
  - 设计学院 （页面存档备份，存于）（School of Design）
  - 早期教育学院 （页面存档备份，存于）（School of Early Childhood and Inclusive Education）
  - 正义学院 （页面存档备份，存于）（School of Justice）
  - 师范教育与领导力学院 （页面存档备份，存于）（School of Teacher Education and Leadership）
- 健康學部 （页面存档备份，存于）（Faculty of Health）
  - 生物医学学院 （页面存档备份，存于）（School of Biomedical Sciences）
  - 临床医学学院 （页面存档备份，存于）（School of Clinical Sciences）
  - 营养科学学院 （页面存档备份，存于）（School of Exercise and Nutrition Sciences）
  - 护理学院 （页面存档备份，存于）（School of Nursing）
  - 眼科学院 （页面存档备份，存于）（School of Optometry and Vision Science）
  - 心理咨询学院 （页面存档备份，存于）（School of Psychology and Counselling）
  - 公共健康与社工学院 （页面存档备份，存于）（School of Public Health and Social Work）

### 科研机构
- 未来环境研究所 （页面存档备份，存于）（Institute for Future Environment）
- 清洁能源技术与实践中心 （页面存档备份，存于）（Centre for Clean Energy Technologies and Practices）
- 未来交通中心 （页面存档备份，存于）（Centre for Future Mobility）

### 其他机构
- QUT先修班 （页面存档备份，存于）（QUT College）
- QUT創意產業學子專區 （页面存档备份，存于）（Creative Industries Precinct）
- QUT美術館 （页面存档备份，存于）}（QUT Art Museum）
- 花園戲劇院 （页面存档备份，存于）（Gardens Theatre）
- 老總督官邸 （页面存档备份，存于）（Old Government House）

## 知名校友
政界
- 韦恩·斯旺：澳大利亚副总理（2010-2013）；澳大利亚财政部长（2007-2013）。
- 彼得·比蒂：昆士蘭州州長（1998-2007）。
- 杰夫·希尼：昆士蘭州副州長（2012-2015）。
- 乔·路德维希：澳大利亚参议院议员；澳大利亚农渔林业部长（2010-2013）。
- 史蒂文·喬博：澳大利亚众议院议员；现任澳大利亚贸易和投资部部长（2016-）。
- 斯图尔特·罗伯特：澳大利亚众议院议员；澳大利亚国防部副部长（2013-2015）。
- 詹姆士·麦克格拉斯：澳大利亚参议院议员；现任总理助理部部长（2015-）。
- 彼德·达顿：澳大利亚众议院议员；现任澳大利亚移民及国境保护部部长（2014-）。
- 凯斯·皮特：澳大利亚众议院议员；现任澳大利亚贸易旅游和投资部副部长（2016-）。
- Graham Perrett MP：Moreton 聯邦眾議員。
- Sue Boyce：聯邦參議員。
- Chris Trevor MP：Flynn 聯邦眾議員。
- Yvette D'Ath MP：Petrie 聯邦眾議員。
- Teresa Gambaro MP：聯邦眾議員。
- Bernie Ripoll MP：聯邦眾議員。
- Michael Lavarch：前澳大利亞律政部長。
- Linda Lavarch：前昆士蘭州律政司。

商業
- Jim Kennedy：GWA International Limited 副總裁。
- A.J. Almendinger：AMP Capital Investors 董事總經理。

表演藝術
- 張國穎：香港自由身演員、人聲樂手、戲劇導師。
- 达伦·海耶斯：歌手，澳大利亚双人音乐团体野人花园主唱。
- 布兰顿·思怀兹：澳大利亚男演员。
- 杨镇宇：韩国男演員。
- 丹尼尔·弗雷里格尔：澳大利亚男演员。
- 里克·考斯奈特：澳大利亚男演员。
- 盖东·格兰特利：澳大利亚男演员，2008年洛基电视金奖获得者。
- 琪琪·爱德丽：澳大利亚女演員。
- 德波拉·梅爾曼：女演員。
- Kierin Meehan：兒童作家。
- 凱特·米勒海德：音樂家。
- Zoe Naylor：女演員。
- 梁雯蔚：女演員及big big channel最佳发脚大奖得主。
- 阮嘉敏：女演員

新聞界
- 崔西·库洛：新聞工作者，經理。
- 斯班瑟·豪森：ABC radio 主持人。
- 莱亚·玛克农恩：記者。
- 卡尔·斯特凡诺维奇：主持人。
- 利·塞尔斯：女作家，ABC 主持人。
- 特雷西·斯派瑟：知名记者，新闻主播。

体育界
- 索菲·史密斯：澳大利亚女子水球运动员，2012年伦敦奥运会铜牌获得者。

教育界
- 卢嘉杰：东莞理工学院教师

## 外部連結
- 昆士兰科技大学官网
- 昆士兰科技大学的新浪微博
- QUT官方Facebook （页面存档备份，存于）
- QUT官方Twitter （页面存档备份，存于）
- QUT官方Youtube （页面存档备份，存于）
- QUT官方Instagram （页面存档备份，存于）